# Comunicazioni elettriche

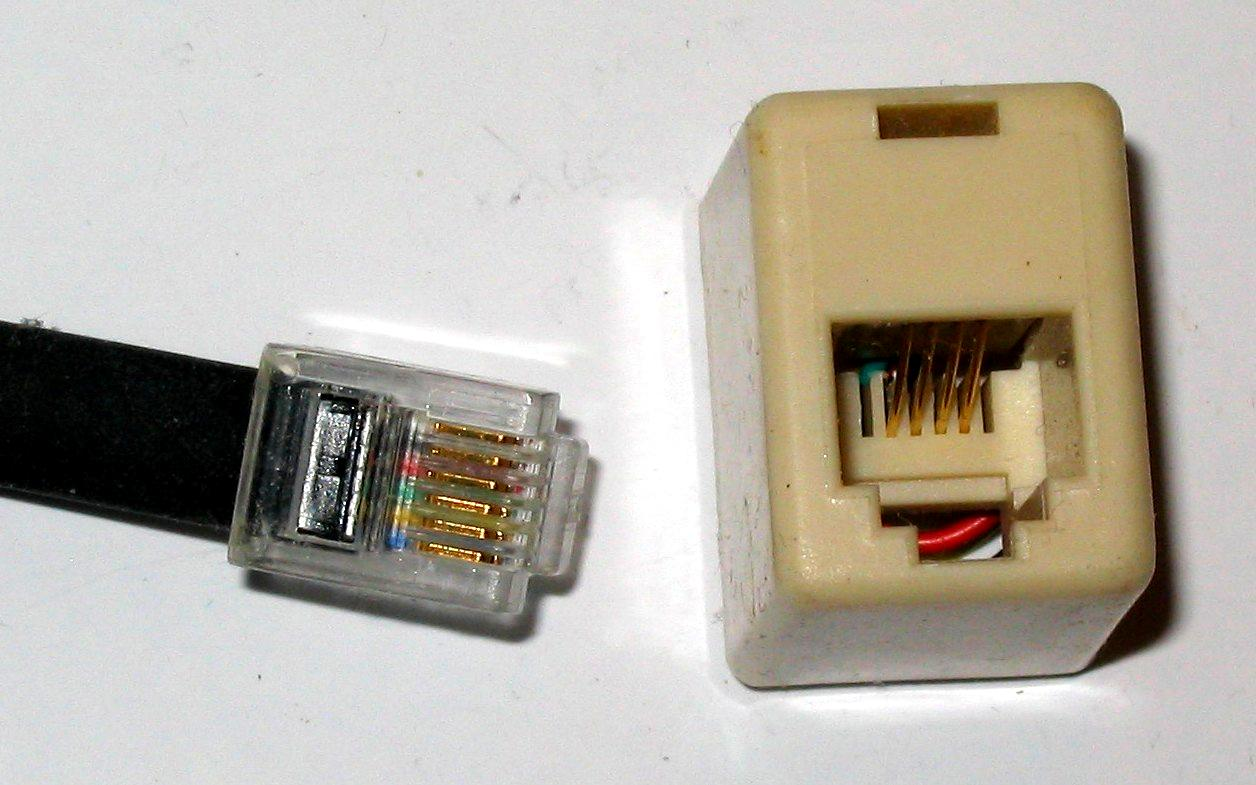
Doppino telefonico con connettore e relativa presa RJ11

In telecomunicazioni con il termine comunicazioni elettriche si intendono tutte le trasmissioni cablate a distanza, tra due o più utenti, di fonia e dati che utilizzano come mezzo trasmissivo il rame o altri materiali conduttori di elettricità sotto forma di semplici cavi elettrici, doppino telefonico, cavo coassiale e guide d'onda metalliche.

## Descrizione
La loro diffusione è stata capillare nelle telecomunicazioni almeno fino all'avvento della fibra ottica e dei dispositivi optoelettronici con le rispettive comunicazioni ottiche al punto che fino agli inizi degli anni settanta tutto era cablato in rame essendo stato questo il primo mezzo trasmissivo utilizzato per tutte la comunicazioni cablate già a partire dalla primitiva rete telegrafica nel XIX secolo. Il motivo di questo iniziale successo che si è perpetuato per diverso tempo, oltre alla mancanza di una tecnologia trasmissiva alternativa ed efficiente che comprendesse anche apparati di ricetrasmissione e commutazione, è stato senza dubbio il costo del rame che fino a qualche tempo fa era sensibilmente più basso rispetto a quello della fibra nonché la contemporanea possibilità di sfruttare le conoscenze di trasmissione e apparati simili a quelli già usati in ambito elettrico ed elettrotecnico ovvero sostanzialmente l'uso dell'elettricità come fenomeno fisico deputato alla propagazione dei segnali sul canale di comunicazione.
Dagli anni '70 in poi la fibra, con i suoi notevoli vantaggi trasmissivi, ha soppiantato i cavi in rame almeno per ciò che riguarda la parte di rete di telecomunicazioni nota come rete di trasporto. Attualmente rimangono su rame le comunicazioni di fonia e dati di breve distanza (ad esempio su doppino telefonico della rete di accesso fino alla prima centrale di aggregazione/commutazione) ovvero lo Stadio di Linea della rete telefonica attraverso la tecnologia ADSL, i cablaggi locali (ad es. cavi coassiali dell'antenna televisiva) e i collegamenti tra apparati elettronici. Anche per la rete di accesso è prevista tuttavia una trasformazione completa in rete ottica nel prossimo o immediato futuro aumentando le prestazioni in termini di velocità di trasmissione e i servizi offerti all'utente finale (es. Next Generation Networking).
In generale le comunicazioni elettriche possono essere sia di tipo analogiche, storicamente le prime ad essere ideate e affermatesi, sia di tipo digitali, più vantaggiose rispetto alle prime. Inoltre le comunicazioni elettriche e le relative infrastrutture hanno lo svantaggio di presentare un consumo energetico superiore alle comunicazioni ottiche per via della maggiore attenuazione del segnale su cavo in rame e ciò le pone in svantaggio nell'ottica della cosiddetta Green ICT.